# 久米町
久米町（くめちょう）は、岡山県中北部（久米郡）にあった町。
現在は津山市に編入合併して市の最西部となっており、津山市久米地区と呼称される。住所表記上、当地域に久米の地名は残っていない（ただしひらがなの「くめ」は存在、また久米郡はまだ存在している）。旧町役場は津山市役所久米支所となっている。

## 地理
町の東端部は津山盆地の西端に位置し比較的平坦である。しかし、町域の大半は吉備高原に属し山林と丘陵である。現在の国道181号沿いに、かつて出雲街道が通り宿場（坪井宿）が栄えた。

## 沿革
- 1955年（昭和30年）1月1日 - 大井町・倭文村・久米村の1町3村が合併し久米町が誕生。
- 2005年（平成17年）2月28日 - 苫田郡加茂町・阿波村、勝田郡勝北町とともに津山市に編入される。

## 教育
- 久米町立喬松小学校（現・津山市立喬松小学校）
- 久米町立中正小学校（現・津山市立中正小学校）
- 久米町立誠道小学校（現・津山市立誠道小学校）
- 久米町立秀実小学校（現・津山市立秀実小学校）
- 久米町立久米中学校（現・津山市立久米中学校）

## 交通

### 鉄道
- JR姫新線：坪井駅 - 美作千代駅

### 道路
- 町内を通る高速道路：中国自動車道
  - 久米BS
  - 最寄りのインターチェンジ：院庄IC

- 町内を通る国道
  - 国道181号
  - 国道429号

- 町内を通る県道
  - 岡山県道70号久米建部線
  - 岡山県道159号久米中央線
  - 岡山県道205号美作千代停車場線
  - 岡山県道335号余野上久米線
  - 岡山県道337号山城宮尾線
  - 岡山県道339号西一宮中北上線
  - 岡山県道340号河本久米線
  - 岡山県道341号坪井下栃原線
  - 岡山県道455号小山桑上線

- 道の駅
  - 久米の里

## 久米町出身の有名人
- 坂本雅幸（ミュージシャン）
- 重松清（作家）
- 河原主尚（プロ野球選手。元大阪タイガース）
- 柴田健治（政治家）
- 金田稔久（政治家）
- 千原しのぶ（女優・東映）